# Serych Goesej-eilanden
De Serych Goesej-eilanden (Russisch: острова Серых Гусей; ostrova Serych Goesej; "Grauwe ganzen-eilanden") zijn een eilandengroep in de Tsjoektsjenzee, ten noordwesten van de Koljoetsjinbaai, aan de noordkust van de Russische autonome okroeg Tsjoekotka (district Ioeltinski). De eilanden vormen een onderdeel van de afsluiting van de Koljoetsjinbaai van de Tsjoektsjenzee.
Ze liggen parallel en op gemiddeld ongeveer 5 kilometer verwijderd van de westkust van de Koenergvinlagune, in een keten van noord naar zuid in het verlengde van de noordelijke landtong (kosa) Dlinnaja, waarvan ze als een verlenging kunnen worden gezien. Ten oosten van het zuidelijkste eiland verloopt de monding van de Koljoetsjinbaai, tegenover de landtong (kosa) Beljanka, die er haaks op staat (van west naar oost). Het zijn vlakke onbewoonde eilanden die oplopen tot maximaal 3 meter.
Het grootste en zuidelijkste eiland Joezjny (Южный; "zuid") heeft een lengte van 12 kilometer en bestaat uit zanderige stranden en droog kraaiheitoendra-grasland met her en der verspreide brakwaterpoelen. Het noordelijke eiland Severny (Северный; "noord") is langwerpig en smal en bevat een tiental kleinere eilandjes aan westzijde. Tussen Joezjny en Severny ligt het kleinere eilandje Maly (Малый; "klein"). Op de noordelijke en zuidelijke landtongen van Joezjny (in de richting van de Koenergvinlagune) liggen vaak larghazeehonden.
De wateren rond de eilanden zijn gemiddeld 9 à 10 maanden per jaar bevroren, waardoor de eilanden het grootste deel van het jaar verbonden zijn met het vasteland.